# جيرد بيكر
جيرد بيكر (12 أبريل 1953 في ألمانيا - ) هو لاعب كرة يد ألمانيا الغربية (وحمل سابقاً جنسية ألمانيا الغربية) في مركز ظهير ‏. شارك في الألعاب الأولمبية الصيفية 1976. ولعب مع نادي مندن لكرة اليد.

## وصلات خارجية
- جيرد بيكر على موقع أوليمبيديا (الإنجليزية)